# Jorge Galán (escritor)
Jorge Galán, pseudónimo literario de George Alexander Portillo Galán, es un escritor salvadoreño que cultiva tanto la poesía —género con el que ha obtenido premios— como la narrativa.

## Biografía
Jorge Galán, que escribe desde los 19 años, comenzó a mostrar sus poemas cuando cursaba primer año de Letras en la Universidad Centroamericana José Simeón Cañas y pronto obtuvo su primer premio en los Juegos Florales organizado por el Consejo Nacional para la Cultura y el Arte (Concultura).
Gracias a los premios obtenidos en varios concursos logró empezar a publicar sus obras. Galán ha destacado como poeta, pero también ha cultivado la narrativa. Su primera novela, El sueño de Mariana, ganó el Premio Nacional en su país. Su siguiente novela, La habitación al fondo de la casa, apareció en 2013 en Valparaíso Ediciones con prólogo de Almudena Grandes. Noviembre (Planeta México, 2015) ficcionaliza el asesinato en El Salvador, en su alma máter, de seis sacerdotes jesuitas —el filósofo Ignacio Ellacuría incluido—, que ocurrió en 16 de noviembre de 1989. Las amenazas de muerte recibidas tras la publicación de este libro lo obligaron a abandonar el país y exiliarse en España.
En 2016 realizó una estadía creativa en la Residencia Faber. algunas de sus obras han sido traducidas a otros idiomas y antologadas.

## Obras

### Poesía

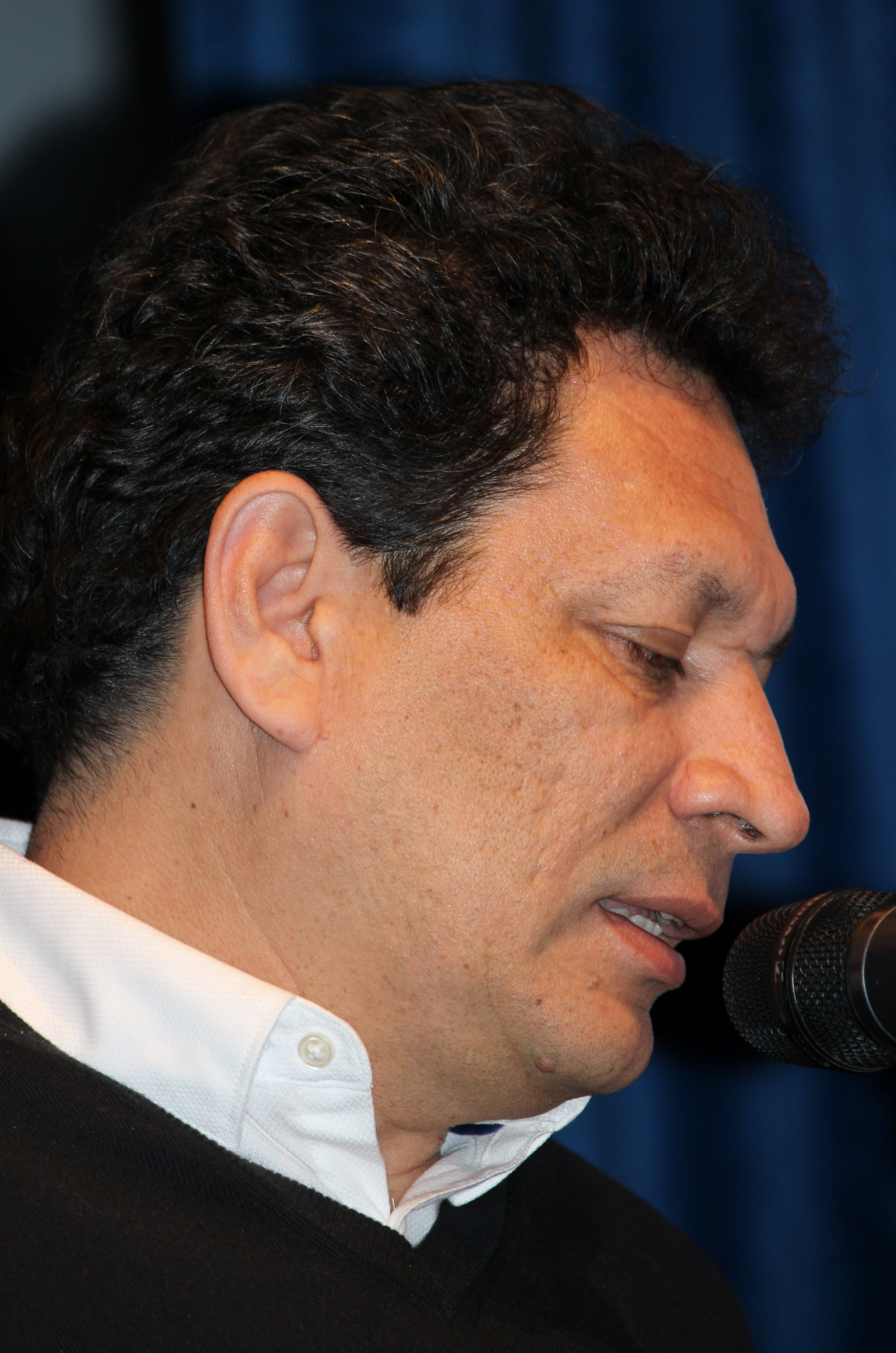
Declamando en la Bienal de Poesía de Moscú 2019

- El día interminable, Dirección de Publicaciones e Impresos, Consejo Nacional para la Cultura y el Arte (Concultura), 2004
- Tarde de martes, Colección de los Juegos Florales Hispanoamericanos de Quetzaltenango, Guatemala, 2004
- La habitación, Colección Poesía de la Dirección de Publicaciones e Impresos de El Salvador, Concultura, 2007
- Breve historia del alba, Ediciones Rialp, Madrid, 2007
- La ciudad, Editorial Pre-Textos, Valencia, 2011
- El estanque colmado,  Visor, 2010
- El círculo, Visor, 2014
- Medianoche del mundo, Visor, 2016 (publicado en edición bilingüe en Italia por Fili d'Aquilone, 2019)
- Primer edad, antología, Valparaíso Ediciones México, 2017
- Destino, Departamento de Publicaciones de la Universidad Externado de Colombia, Bogotá, 2018
- Ruido, Pre-Textos, Valencia, 2019

### Novela
- Unos ojos sombríos, 2004
- El sueño de Mariana , F&G Ediciones, Guatemala, 2008
- La habitación al fondo de la casa, 2013, Valparaíso (Planeta MX, 2016)
- Historia de un florero, Colección Juegos florales, Dirección de Publicaciones e Impresos, Secretaría de Cultura de la Presidencia, 2013
- Noviembre, Planeta México, 2015 (Tusquets Editores, España, 2016)

### Literatura infantil
- Una primavera muy larga, edición bilingüe francés–español; colección Premio Charles Perrault de la Alianza Francesa de El Salvador, 2006
- El premio inesperado, Alfaguara infantil, 2008
- Los otros  mundos, Alfaguara infantil, 2010

## Premios y reconocimientos
- Premio Nacional de Poesía 1996, 1998 y 1999
- Gran Maestre de Poesía Nacional de El Salvador, título otorgado en 2000 por el Consejo Nacional para la Cultura y el Arte (Concultura)
- Premio Nacional de Novela Corta 2004 por Unos ojos sombríos (Concultura)
- Premio Juegos Florales Hispanoamericanos de Quetzaltenango 2004, categoría Poesía (Guatemala)
- Premio Charles Perrault de Cuento Infantil 2005 (organizado por la Alianza Francesa de El Salvador) por Una primavera muy larga
- Premio Nacional de Teatro Infantil 2005 por El hechizo del mago
- Premio Adonáis de Poesía 2006 por Breve historia del alba
- Premio Nacional de Novela Corta 2006 por El sueño de Mariana  (Concultura)
- Premio del Tren 2009 Antonio Machado, categoría Poesía por el poema «Los trenes en la niebla» (Fundación de los Ferrocarriles Españoles)[2]
- Premio de Poesía Villa de Cox 2010 por La ciudad (Alicante)
- Accésit del Premio de Poesía Jaime Gil de Biedma 2010 por El estanque colmado (Segovia)
- Premio Iberoamericano de Poesía Jaime Sabines 2011 por El estanque colmado[3]
- Seleccionado —por cerca de 200 críticos e investigadores de diferentes universidades— entre la cuarentena de poetas latinoamericanos más relevantes en lengua española entre los nacidos después de 1970[4]
- Premio Real Academia Española 2016 por Noviembre[5]
- III Premio Internacional Humanismo Solidario Erasmo de Róterdam 2016 por Noviembre[6]
- Premio Casa de América 2016 por el poemario Bajo la interminable noche de noviembre;[7] fue publicado el mismo año por Visor con el título de Medianoche del mundo
- Finalista del Premio de Narrativa Alcobendas Juan Goytisolo con Los años nuestros[8]